# エニグマ奪還
『エニグマ奪還』（ - だっかん、原題：Die Männer Ihrer Majestät）は、アメリカ、ドイツ、オーストリア、ハンガリーの映画作品。

## あらすじ
ドイツ軍の暗号器エニグマを手に入れろという指令を受けたアメリカの諜報員スティーブン・オルークらが、潜入したドイツの女性ばかりが働く軍事工場で女装姿で任務を遂行するブラックコメディ。なお英題"ALL THE QUEEN'S MEN"のqueenにはドラァグクイーンの意味も込められている。

## キャスト
| 役名                       | 俳優                     | 日本語吹替 |
| -------------------------- | ------------------------ | ---------- |
| スティーヴン・オルーク大尉 | マット・ルブランク       | 山路和弘   |
| トニー・パーカー元中尉     | エディ・イザード         | 室園丈裕   |
| ハートリー臨時少佐         | ジェームズ・コスモ       | 秋元羊介   |
| ロミー                     | ニコレッテ・クレビッツ   | 相沢恵子   |
| ランズドルフ将軍           | ウド・キア               |            |
| ジョノ                     | デヴィッド・バーキン     | 小野塚貴志 |
| エイトケン大佐             | エドワード・フォックス   |            |
|                            | ホルガー・スペックハーン |            |
|                            | カール・マルコヴィックス |            |

- その他の声の吹き替え：丸山純路／土屋利秀／原沢勝広／弘中くみ子／城雅子／岡田佐知恵／関通利／朝比奈秀憲／伊牟田大／西村江太郎